# Korbmacherstraße
Die Korbmacherstraße ist eine Innenstadtstraße von Wesel am Niederrhein.

## Lage
Die Korbmacherstraße verläuft in Nord-Süd-Richtung durch die Weseler Innenstadt. Im Süden geht sie am so genannten Mathenakreuz in die Kreuzstraße über. Am Mathenakreuz treffen diese beiden Straßen, welche in diesem Abschnitt als verkehrsberuhigter Bereich gestaltet sind, auf die zentrale Weseler Fußgängerzone mit den Abschnitten Hohe Straße Richtung Osten und Viehtor Richtung Westen. Der verkehrsberuhigte Bereich endet im Norden an der Einmündung von Beguinen- und Doelenstraße, doch auch der nördlich angrenzende Bereich ist für den Einzelhandel von Bedeutung. Im nördlichsten Abschnitt ist die Straße vorwiegend von Wohnbebauung geprägt. An der Einmündung von Martinistraße und Mölderplatz geht die 314 Meter lange Straße in die Pastor-van-der-Giet-Straße über. Letztere ist nur knapp 50 Meter lang und führt auf den nördlichen Weseler Stadtring. Gemeinsam mit der Kreuzstraße, die im Süden an der Bundesstraße 58 (Schillstraße) endet, ist die Korbmacherstraße Teil der zentralen Nord-Süd-Achse durch den Innenstadtkern.

## Geschichte
Die Korbmacherstraße liegt nicht im historisch ältesten Teil von Wesel, sondern unmittelbar außerhalb davon im Bereich der Mathena-Vorstadt. Im 14. Jahrhundert verlief entlang der heutigen Straße ein Abschnitt des Weseler Stadtgrabens. Historisch trug sie den Namen Antoniusstraße, abgeleitet von der 1352 gebauten Antoniuskapelle am Rand des Mathenakreuzes. Im 15. Jahrhundert ging aus dieser Kapelle die Mathenakirche als Pfarrkirche der damals deutlich anwachsenden Vorstadt hervor. Der heutige Name der Straße verweist auf den Berufsstand der Korbmacher. Ab dem 17. Jahrhundert wurde ein Wohnhaus an der Ecke Korbmacherstraße/Beguinenstraße für evangelisch-lutherische Gottesdienste benutzt. Eine eigene Kirche besaßen die Weseler Lutheraner damals nicht, da die reformierte Kirche die dominante evangelische Konfession in der Stadt war. 1729 wurde das frühere Wohnhaus zu einer Kirche namens Lutherhaus umgebaut.
Im frühen 20. Jahrhundert hatte sich die heutige Fußgängerzone bereits als Kerngeschäftszone herausgebildet, doch auch die nahegelegene Korbmacherstraße verfügte über Geschäfte. Wie bereits in Vorkriegsplanungen vorgesehen, wurde im Rahmen des Wiederaufbaus nach dem Zweiten Weltkrieg die Kreuz- und Korbmacherstraße zur primären Nord-Süd-Achse durch die Innenstadt und ersetzten damit eine weiter westlich gelegene Verbindung entlang von Großem Markt und Kornmarkt. 1951 war die Korbmacherstraße eine der ersten Innenstadtstraßen mit fertiggestellter Fahrbahn. Bereits im November 1949 war entlang von Viehtor und Korbmacherstraße der erste zusammenhängende Häuserblock des Wiederaufbaus fertiggestellt worden. Das Lutherhaus, dessen Dach ausgebrannt war, wurde im Wiederaufbau umgestaltet. Statt der doppelten Emporen als Teil eines hohen Saals wurden Zwischendecken eingezogen und das Untergeschoss als Gemeindezentrum eingerichtet. Im Obergeschoss entstand ein 1954 eingeweihter Saal mit umlaufender Empore, der für Veranstaltungen und Konzerte genutzt wird.
Die südliche Korbmacherstraße ist von Geschäften geprägt, bei denen es sich vorwiegend um kleinere Fachgeschäfte handelt. Seit 2014 investiert der an der Korbmacherstraße aufgewachsene Nachrichtensprecher Jan Hofer verstärkt in Immobilien entlang der Straße und stiftete 2017 eine nachts zum Einsatz kommende Außenbeleuchtung für das Lutherhaus.